# Павлюченко, Григорий Ильич
Григорий Ильич Павлюченко (1917 — неизвестно) — бригадир проходчиков строительного управления № 8 треста «Сталиншахтострой» Министерства строительства предприятий угольной промышленности Украинской ССР, Сталинская область. Герой Социалистического Труда (1957).

## Биография
Трудовую деятельность начал в середине 1930-х годов на одной из шахт Донбасса. В послевоенное время возглавлял бригаду проходчиков строительного управления № 8 треста «Сталиншахтострой», которая трудилась на строительстве шахт «Полтавская-Комсомольская» и «Мушкетовская-Заперевальная».
В 1956 году бригада под его руководством ежемесячно проходила по сто метров штрека при строительстве шахты № 3 «Холодная балка». Указом Президиума Верховного Совета СССР от 26 апреля 1957 года удостоен звания Героя Социалистического Труда за «выдающиеся успехи в деле строительства предприятий угольной промышленности» с вручением ордена Ленина и золотой медали «Серп и Молот» (№ 7709).
Этим же указом званием Героя Социалистического Труда были награждены управляющий трестом «Сталиншахтострой» Дмитрий Степанович Прокопьев, бригадиры треста Константин Тимофеевич Засько, Александр Александрович Иванов, Дмитрий Сергеевич Луговой, Парфирий Матвеевич Межерич и Фёдор Дмитриевич Пичкарёв.
С 1968 года — персональный пенсионер союзного значения. Дата смерти не установлена.